# 土星汽车
釷星汽車（英語：Saturn Corporation）是由美國通用汽車（GM）在1985年成立的汽車公司，品牌商標是星外環與星的一角，是1980年代通用汽車董事長羅傑·史密斯規劃專門用來與日本車競爭的廠牌，第一款車在1991年開始生產上市。1993年在君迪新車品質調查中名列第三名，僅次於Lexus與Infiniti，勝過豐田汽車，1997年則與Lexus並列第一。

## 初期特色
土星汽車一開始常用鋼骨車體結構搭配ABS樹脂製塑鋼車身外殼，塑鋼車身有防鏽及遇小擦撞能自己回復原形的優點，成本比鋼鐵鈑件車身更高；但因鋼鐵車身日後回收較塑鋼容易，所以後來沒有普及到通用汽車旗下各品牌。土星汽車的自排變速有防止前進時誤入倒車檔的功能，若開車前進時誤入倒車檔，車子會先緩慢自動停車後再開始倒車，避免變速箱損壞。另外引擎部分所開發的1.9升動力引擎在大排氣量為主的美國車上算是特異，原因在於與日本車系接觸之後，條配上與以往的美國車改變不少。

## 中期產品
由於釷星汽車在GM提供的底盤上開發新車，還有德國的歐寶轎車底盤來開發。原本通用投入太多開發經費，入不敷出，土星銷售卻不如預期的車款，在1999年以歐寶Vectra B底盤衍生而來的當家大型房車L系列的銷售評價慘遭滑鐵盧；還有取代S系列小型房車的ION，更是品質出現問題，在當時還有品牌第一款SUV——Saturn VUE。當這些產品銷售量越來越慘時已經開始研討品牌結束營運的必要性，最後被以「歐寶貼牌車」阻止關閉，但還是在幾年後關閉了。

## 後期發展
2000年代初內亂後的釷星產品，自從小型敞篷跑車Sky之後，成了歐寶貼牌車，它在歐洲是以Opel GT銷售；取代L系列的Aura，是以Vectra C衍生而來，除了車頭車尾以外跟上述車款不同。接下來，Vue二代（Opel Antara，Chevrolet Captiva Sport）、Relay（Chevrolet Uplander，Pontiac Montana，Buick Terraza）、Outlook（GMC Acadia）、甚至取代ION的Opel的Astra名子更沒有換，全都是GM集團旗下的同平台車款。
Saturn Aura車款在2007年被北美車展選為北美年度風雲車（North American car of the year）。
2009年，因次貸危機財政受到嚴重衝擊的通用汽車為求美國聯邦政府援助宣布破產保護，釷星汽車與龐蒂克、悍馬被宣告為重整後取消品牌。土星並沒有等到通用的復興如：經營權轉移，最後在2010年被終止營運。

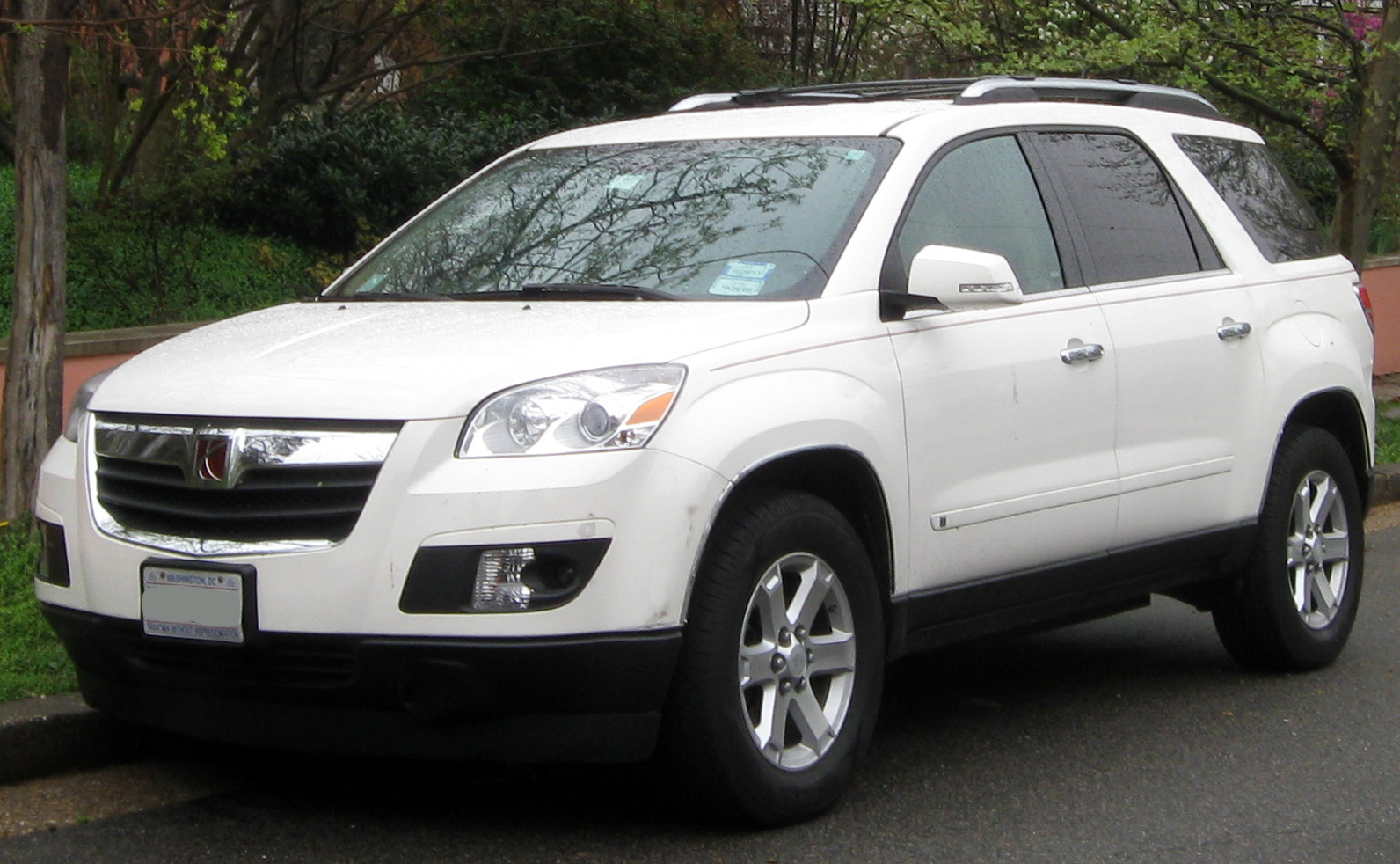
土星Outlook

## 進口台灣市場
釷星汽車曾經在台銷售過，國產汽車為授權代理商，當年引進最多的為SL系列，也是釷星在台灣唯一引進兩代車型的車款，其他的也有少量引進轎跑車SC系列，已及部分人士帶入台灣或貿易商自行引進的SL2休旅版SW2。上市初期主打上述說明之塑鋼車門，但是往後幾年維修不易，以及美式車的性能調校水準與台灣用車習慣不符，1998年國產汽車破產後結束代理。

## 外部連結
美國SATURN成為德國OPEL雙生品牌 https://web.archive.org/web/20140714135613/http://www.carnews.com/article.php?id=8248